# CURL
cURL (pronunciat com "curl", Regne Unit: /kəːl/, EUA: /kɝl/) és un projecte de programari informàtic que proporciona una biblioteca (libcurl) i una eina de línia d'ordres (curl) per transferir dades mitjançant diversos protocols de xarxa. El nom significa "URL del client".
cURL es va publicar per primera vegada el 1996. Originalment es va anomenar httpget i després es va convertir en urlget abans d'adoptar el nom actual de cURL. L'autor original i desenvolupador principal és el desenvolupador suec Daniel Stenberg, que va crear cURL perquè volia automatitzar l'obtenció de tipus de canvi de divises per als usuaris de l'IRC.

## libcurl
libcurl és una biblioteca gratuïta de transferència d'URL del costat del client que admet galetes, DICT, FTP, FTPS, Gopher, HTTP/1 (amb suport HTTP/2 i HTTP/3), HTTP POST, HTTP PUT, HTTP túnel intermediari, HTTPS, IMAP, Kerberos, LDAP, MQTT, POP3, RTSP, RTMP, SCP, SMTP i SMB. La biblioteca admet l'esquema d'URI de fitxers, SFTP, Telnet, TFTP, currículum de transferència de fitxers, càrrega FTP, càrrega basada en formularis HTTP, certificats HTTPS, LDAPS, servidors intermediaris i autenticació d'usuari més contrasenya.
La biblioteca libcurl és portàtil. Es construeix i funciona de manera idèntica en moltes plataformes.
La biblioteca libcurl és gratuïta, segura per a fils i compatible amb IPv6. Els enllaços estan disponibles per a més de 50 idiomes, inclosos C/C++, Java, PHP i Python.
La biblioteca libcurl admet GnuTLS, mbed TLS, NSS, gskit a IBM i, SChannel a Windows, Secure Transport a macOS i iOS, SSL/TLS mitjançant OpenSSL, Boringssl, libressl, AmiSSL, wolfSSL, BearSSL i rustls.
URL és una eina de línia d'ordres per obtenir o enviar dades, inclosos fitxers, utilitzant la sintaxi d'URL. Com que cURL utilitza libcurl, és compatible amb tots els protocols que admet libcurl.

## cURL
cURL és una eina de línia d'ordres per obtenir o enviar dades, inclosos fitxers, utilitzant la sintaxi d'URL. Com que cURL utilitza libcurl, és compatible amb tots els protocols que admet libcurl.
cURL admet HTTPS i realitza la verificació del certificat SSL de manera predeterminada quan s'especifica un protocol segur, com ara HTTPS. Quan cURL es connecta a un servidor remot mitjançant HTTPS, obtindrà el certificat del servidor remot i, a continuació, comprovarà amb el seu magatzem de certificats CA la validesa del servidor remot per assegurar-se que el servidor remot és el que diu ser. Alguns paquets cURL s'inclouen amb el fitxer de magatzem de certificats de CA. Hi ha diverses opcions per especificar un certificat CA, com ara--cacert i--capath. El--cacertL'opció es pot utilitzar per especificar la ubicació del fitxer de magatzem de certificats de CA. A la plataforma Windows, si no s'especifica un fitxer de certificat de CA, cURL cercarà un nom de fitxer de certificat de CA "curl-ca-bundle.crt" en l'ordre següent:
1. Directori on es troba el programa cURL.
2. Directori de treball actual.
3. Directori del sistema Windows.
4. Directori de Windows.
5. Directoris especificats a les variables d'entorn %PATH%.